# Animal Magic (Bonobo)
| Recensione | Giudizio |
| ---------- | -------- |
| AllMusic   |          |

Animal Magic è l'album d'esordio del musicista britannico Bonobo, pubblicato il 24 luglio 2000.

## Descrizione
L'album è stato pubblicato il 24 luglio 2000 dall'etichetta discografica Tru Thoughts ed è stato ristampato esattamente un anno dopo da Ninja Tune.

## Tracce
1. Intro
2. Sleepy Seven
3. Dinosaurs
4. Kota
5. Terrapin
6. The Plug
7. Shadowtricks
8. Gypsy
9. Sugar Rhyme
10. Silver